# Classic de l'Ardèche 2022
La 22e édition de la Classic de l'Ardèche, officiellement Faun-Ardèche Classic a lieu le 26 février 2022. Elle fait partie du calendrier UCI ProSeries 2022. C'est la deuxième course d'un jour du calendrier français en 2022.

## Présentation

### Parcours
Le parcours, au départ et à l'arrivée situé à Guilherand-Granges, comporte 3 boucles, qui passeront notamment par le Val d'enfer, le Mur de Cornas, ainsi que les communes de Châteaubourg, Saint-Romain-de-Lerps, Saint-Sylvestre, Alboussière, Boffres ou Toulaud.

### Équipes
Vingt-deux équipes participent à cette édition : sept WorldTeams, douze équipes continentales professionnelles et une équipe continentale.
| WorldTeams (11)- AG2R Citroën Team - Groupama-FDJ - Cofidis - Bora-Hansgrohe - Astana Qazaqstan Team - Lotto-Soudal - Intermarché-Wanty-Gobert Matériaux - Trek-Segafredo - Quick-Step Alpha Vinyl - Jumbo-Visma - UAE Team Emirates ProTeams (6)- TotalEnergies - B&B Hotels-KTM - Arkéa-Samsic - Alpecin-Fenix - Bingoal Pauwels Sauces WB - Uno-X Pro Cycling Team Équipes continentales (5)- Go Sport-Roubaix Lille Métropole - Saint Michel-Auber 93 - UC Nantes Atlantique - Nice Métropole Côte d'Azur - Riwal |
| |

### Principaux coureurs présents
Primož Roglič et Jonas Vingegaard ont déjà annoncé leur participation à cette édition de la Classic de l'Ardèche, ainsi qu'à la course du lendemain, la Drôme Classic.

## Classements

### Classement final
| \| Classement général \| Classement général \| Classement général \| Classement général \| Classement général \| \| Coureur \| Coureur \| Pays \| Équipe \| Temps \| \| ------------------ \| ------------------- \| ------------------ \| ---------------------- \| ------------------ \| \| 1er \| Brandon McNulty \| États-Unis \| UAE Team Emirates \| 4 h 26 min 36 s \| \| 2e \| Mauri Vansevenant \| Belgique \| Quick-Step Alpha Vinyl \| + 45 s \| \| 3e \| Sepp Kuss \| États-Unis \| Jumbo-Visma \| + 45 s \| \| 4e \| Lennard Kämna \| Allemagne \| Bora-Hansgrohe \| + 1 min 33 s \| \| 5e \| Guillaume Martin \| France \| Cofidis \| + 1 min 33 s \| \| 6e \| Clément Champoussin \| France \| AG2R Citroën Team \| + 1 min 36 s \| \| 7e \| Quentin Pacher \| France \| Groupama-FDJ \| + 1 min 44 s \| \| 8e \| Warren Barguil \| France \| Arkéa-Samsic \| + 1 min 44 s \| \| 9e \| Lilian Calmejane \| France \| AG2R Citroën Team \| + 1 min 44 s \| \| 10e \| Alexis Vuillermoz \| France \| TotalEnergies \| + 1 min 44 s \| |                     |            |                        |                 |
| |                     |            |                        |                 |
| Source : ProCyclingStats |                     |            |                        |                 |
| Classement général |                     |            |                        |                 |
| Coureur | Coureur             | Pays       | Équipe                 | Temps           |
| 1er | Brandon McNulty     | États-Unis | UAE Team Emirates      | 4 h 26 min 36 s |
| 2e | Mauri Vansevenant   | Belgique   | Quick-Step Alpha Vinyl | + 45 s          |
| 3e | Sepp Kuss           | États-Unis | Jumbo-Visma            | + 45 s          |
| 4e | Lennard Kämna       | Allemagne  | Bora-Hansgrohe         | + 1 min 33 s    |
| 5e | Guillaume Martin    | France     | Cofidis                | + 1 min 33 s    |
| 6e | Clément Champoussin | France     | AG2R Citroën Team      | + 1 min 36 s    |
| 7e | Quentin Pacher      | France     | Groupama-FDJ           | + 1 min 44 s    |
| 8e | Warren Barguil      | France     | Arkéa-Samsic           | + 1 min 44 s    |
| 9e | Lilian Calmejane    | France     | AG2R Citroën Team      | + 1 min 44 s    |
| 10e | Alexis Vuillermoz   | France     | TotalEnergies          | + 1 min 44 s    |

## Liste des participants

### Classements UCI
La course attribue des points au Classement mondial UCI 2022 selon le barème suivant :
| Position   | 1er | 2e  | 3e  | 4e  | 5e | 6e | 7e | 8e | 9e | 10e | 11e | 12e | 13e | 14e | 15e | 16e à 30e | 31e à 40e |
| Classement | 200 | 150 | 125 | 100 | 85 | 70 | 60 | 50 | 40 | 35  | 30  | 25  | 20  | 15  | 10  | 5         | 3         |